# Grafters
Grafters er en amerikansk stumfilm fra 1917 af Arthur Rosson.

## Medvirkende
- Jack Devereaux som Jack Towne
- Anna Lehr som Doris Ames
- Frank Currier som Mark Towne
- Irene Leonard som Mrs. Ames
- George Siegmann